# Liste des monuments historiques protégés en 1868
Cet article recense les monuments historiques français classés en 1868.

## Protections
| Édifice        | Commune  | Département | Région             | Protection | Base Mérimée                         | Coordonnées                        | Image |
| -------------- | -------- | ----------- | ------------------ | ---------- | ------------------------------------ | ---------------------------------- | ----- |
| Pont du Vernay | Airvault | Deux-Sèvres | Nouvelle-Aquitaine | classé     | « PA00101168 », notice no PA00101168 | 46° 49′ 59″ nord, 0° 08′ 09″ ouest |       |